# Seichamps
Seichamps és un municipi francès situat al departament de Meurthe i Mosel·la i a la regió del Gran Est. L'any 2007 tenia 5.146 habitants.

## Demografia

### Població
El 2007 la població de fet de Seichamps era de 5.146 persones. Hi havia 2.003 famílies, de les quals 424 eren unipersonals (109 homes vivint sols i 315 dones vivint soles), 747 parelles sense fills, 707 parelles amb fills i 125 famílies monoparentals amb fills.
La població ha evolucionat segons el següent gràfic:
Habitants censats

### Habitatges
El 2007 hi havia 2.085 habitatges, 2.035 eren l'habitatge principal de la família, 2 eren segones residències i 48 estaven desocupats. 1.773 eren cases i 311 eren apartaments. Dels 2.035 habitatges principals, 1.548 estaven ocupats pels seus propietaris, 455 estaven llogats i ocupats pels llogaters i 32 estaven cedits a títol gratuït; 6 tenien una cambra, 80 en tenien dues, 175 en tenien tres, 568 en tenien quatre i 1.206 en tenien cinc o més. 1.703 habitatges disposaven pel capbaix d'una plaça de pàrquing. A 1.056 habitatges hi havia un automòbil i a 810 n'hi havia dos o més.

### Piràmide de població
La piràmide de població per edats i sexe el 2009 era:
| Homes | Edats   | Dones |
| ----- | ------- | ----- |
| 0     | 95 o +  | 0     |
| 12    | 90 a 94 | 8     |
| 8     | 85 a 89 | 16    |
| 24    | 80 a 84 | 4     |
| 60    | 75 a 79 | 76    |
| 112   | 70 a 74 | 128   |
| 136   | 65 a 69 | 148   |
| 156   | 60 a 64 | 196   |
| 160   | 55 a 59 | 156   |
| 184   | 50 a 54 | 228   |
| 248   | 45 a 49 | 204   |
| 160   | 40 a 44 | 232   |
| 180   | 35 a 39 | 204   |
| 164   | 30 a 34 | 184   |
| 120   | 25 a 29 | 148   |
| 160   | 20 a 24 | 176   |
| 228   | 15 a 19 | 188   |
| 228   | 10 a 14 | 224   |
| 220   | 5 a 9   | 188   |
| 112   | 0 a 4   | 132   |

## Economia
El 2007 la població en edat de treballar era de 3.209 persones, 2.252 eren actives i 957 eren inactives. De les 2.252 persones actives 2.109 estaven ocupades (1.065 homes i 1.044 dones) i 144 estaven aturades (67 homes i 77 dones). De les 957 persones inactives 373 estaven jubilades, 376 estaven estudiant i 208 estaven classificades com a «altres inactius».

### Ingressos
El 2009 a Seichamps hi havia 1.993 unitats fiscals que integraven 4.988,5 persones, la mediana anual d'ingressos fiscals per persona era de 21.053 €.

### Activitats econòmiques
Dels 151 establiments que hi havia el 2007, 1 era d'una empresa extractiva, 8 d'empreses alimentàries, 1 d'una empresa de fabricació de material elèctric, 11 d'empreses de fabricació d'altres productes industrials, 23 d'empreses de construcció, 22 d'empreses de comerç i reparació d'automòbils, 6 d'empreses de transport, 4 d'empreses d'hostatgeria i restauració, 6 d'empreses d'informació i comunicació, 6 d'empreses financeres, 12 d'empreses immobiliàries, 14 d'empreses de serveis, 28 d'entitats de l'administració pública i 9 d'empreses classificades com a «altres activitats de serveis».
Dels 38 establiments de servei als particulars que hi havia el 2009, 1 era una gendarmeria, 1 oficina de correu, 2 oficines bancàries, 1 taller de reparació d'automòbils i de material agrícola, 1 autoescola, 5 paletes, 2 guixaires pintors, 2 fusteries, 7 lampisteries, 5 electricistes, 2 empreses de construcció, 3 perruqueries, 4 restaurants, 1 agència immobiliària i 1 saló de bellesa.
Dels 9 establiments comercials que hi havia el 2009, 2 eren supermercats, 1 un supermercat, 5 fleques i 1 una peixateria.
L'any 2000 a Seichamps hi havia 6 explotacions agrícoles.

## Equipaments sanitaris i escolars
El 2009 hi havia 1 hospital de tractaments de mitja durada (seguiment i rehabilitació), 1 centre de salut i 2 farmàcies.
El 2009 hi havia 2 escoles maternals i 2 escoles elementals.

## Poblacions més properes
El següent diagrama mostra les poblacions més properes.